# Bamir Topi
Bamir Topi, född den 24 april 1957 i Tirana, Albanien, var Albaniens president mellan den 24 juli 2007 och den 24 juli 2012. Topi är utbildad biolog och innehar också en doktorsgrad i ämnet.
Topi tillhör det Albanska demokratiska partiet och har varit ledamot i det albanska parlamentet under tre mandatperioder. 1996-1997 innehade han posten som jordbruksminister.
Efter att tre gånger inte ha uppnått nödvändiga 84 röster i parlamentet, fick han i fjärde omröstningen 85 röster och svors fyra dagar senarein som president efter Alfred Moisiu för en mandatperiod på fem år.
Under stor politisk enighet har Topi drivit frågorna om albanskt medlemskap i EU och Nato, samt stött Kosovos självständighetssträvande och i april 2008 inbjöds Albanien formellt att bli Nato-medlem.
Han efterträddes den 24 juli 2012 av Bujar Nishani.
Topi är hederspresident och styrelseordförande i fotbollslaget KF Tirana.